# Sisyphus laoticus
Sisyphus laoticus là một loài bọ cánh cứng trong họ Bọ hung (Scarabaeidae).